# Головоногі
Головоногі (Cephalopoda) — клас високоорганізованих морських молюсків. Мають відносно високорозвинений мозок. Раковини або відсутні зовсім, або рудиментарні. Довжина тіла з щупальцями становить від 1 см до 5 м (у гігантських кальмарів — до 18 м). Широко розповсюджені в усіх морях з високою солоністю, тому у значно опріснених Чорному та Азовському морях не трапляються. Мешкають у товщі води і на дні. Хижаки. Слугують їжею багатьом рибам і морським ссавцям. Деякі їстівні і є об'єктом промислу. До головоногих відносяться каракатиці, наутилуси, восьминоги, кальмари і кілька вимерлих груп — амоніти, белемніти й ін. Клас об'єднує близько 606 видів.

## Особливості внутрішньої будови та процесів життєдіяльності
Усі головоногі — це хижаки середніх або великих розмірів (від 1 см до 15 м). Їхнє тіло складається з тулуба і великої голови, нога перетворилася на щупальця, що оточують рот. У більшості з них є вісім однакових щупалець (наприклад, у восьминогів) або вісім коротших і пара довших (ловильних) щупалець (кальмари, каракатиці тощо). На щупальцях є присоски для утримання здобичі. Тільки у тропічних видів з роду наутилус багато щупалець (від 60 до 100) без присосків.
Характерна риса головоногих — здатність плавати за допомогою реактивного руху. Через щілину, розташовану знизу, на межі голови та тулуба, вода надходить до мантійної порожнини. Згодом, при скороченні м'язів мантії, вода з силою викидається через особливий трубчастий утвір — лійку — видозмінену частину ноги. Це спричиняє реактивну тягу, внаслідок чого молюск отримує поштовх і рухається заднім кінцем уперед. Потім мантійна щілина відкривається, і мантія знову заповнюється водою.
Черепашки у більшості видів немає, у каракатиці вона має вигляд пластинки, розташованої під шкірою. Лише наутилуси, що мешкають у тропічних морях, мають багатокамерну черепашку до 25 см у діаметрі. Камери заповнені газом, що надає тварині плавучості. Молюск, регулюючи об'єм газів у камерах, може або занурюватися на глибину до 500—700 м, або спливати у поверхневі шари води.
Шкіра багатьох головоногих здатна миттєво змінювати забарвлення під впливом нервових імпульсів. Воно буває захисним, під колір навколишнього середовища, або загрозливим, яке контрастує з навколишнім середовищем, у разі нападу інших організмів.
Для захисту у головоногих слугує й чорнильна залоза. Її секрет накопичується в особливому резервуарі, протока якого відкривається у задню кишку. За небезпеки молюски виділяють назовні чорну рідину, яка не розчиняється у воді й утворює чорну пляму. Під її прикриттям молюск тікає від ворогів.
Дихальна система состоїть з:
- виносної судини від зябер (efferent vesel),
- приносної судини (до зябер) Afferent vesel,
- зябрової залози

Кровоносна система замкнена. Є одне системне серце (systematic heart) Є додаткові скоротливі судини - зяброві серця.
У шкірі глибоководних головоногих є також особливі світні органи, за допомогою яких тварини спілкуються між собою, відлякують ворогів чи приваблюють здобич.
Головоногі — хижаки, що живляться ракоподібними, молюсками, рибою тощо. Рот оточений двома роговими щелепами — верхньою та нижньою, що нагадують дзьоб папуги. Крім того, є і радула (тертка). За допомогою цих органів молюски дроблять панцири ракоподібних, черепашки молюсків, подрібнюють їжу. Слина, крім травних соків, може містити ще й отруту, яка швидко паралізує або вбиває здобич.
У головоногих молюсків більшість нервових вузлів розташована в головному відділі та утворює головний мозок складної будови. Ззовні він захищений своєрідним «черепом» із хряща. Очі в більшості головоногих за складністю будови нагадують очі людини. Вони можуть сприймати колір, форму та розміри предметів. Високий рівень розвитку нервової системи та досконалі органи чуттів головоногих визначають і складні форми їхньої поведінки.
Головоногі мають високорозвинену здатність до регенерації. Вони, зокрема, швидко відновлюють втрачені щупальця.

## Розмноженняірозвиток
Це роздільностатеві тварини, яким притаманне зовнішнє запліднення та прямий розвиток. Для восьминогів характерне піклування про нащадків. Самка захищає яйця, очищує їх від бруду і нічого не їсть протягом кількох місяців, аж поки не вилупляться молоді особини.

## Роль головоногих молюсків у природі та житті людини
Головоногими молюсками живиться багато морських тварин, зокрема ластоногі і зубаті кити. Людина споживає в їжу кальмарів, каракатиць і восьминогів. Із вмісту чорнильного мішка каракатиць і кальмарів виробляють коричневу фарбу — сепію.
Черепашки викопних головоногих молюсків використовують як «керівні копалини». У кишечнику кашалотів із неперетравлених решток головоногих утворюється особлива речовина — амбра, яку застосовують у парфумерній промисловості для надання стійкості запаху парфумам.

## Класифікація
Класифікація 2005 року
Клас Cephalopoda
- Підклас † Ellesmeroceratoidea

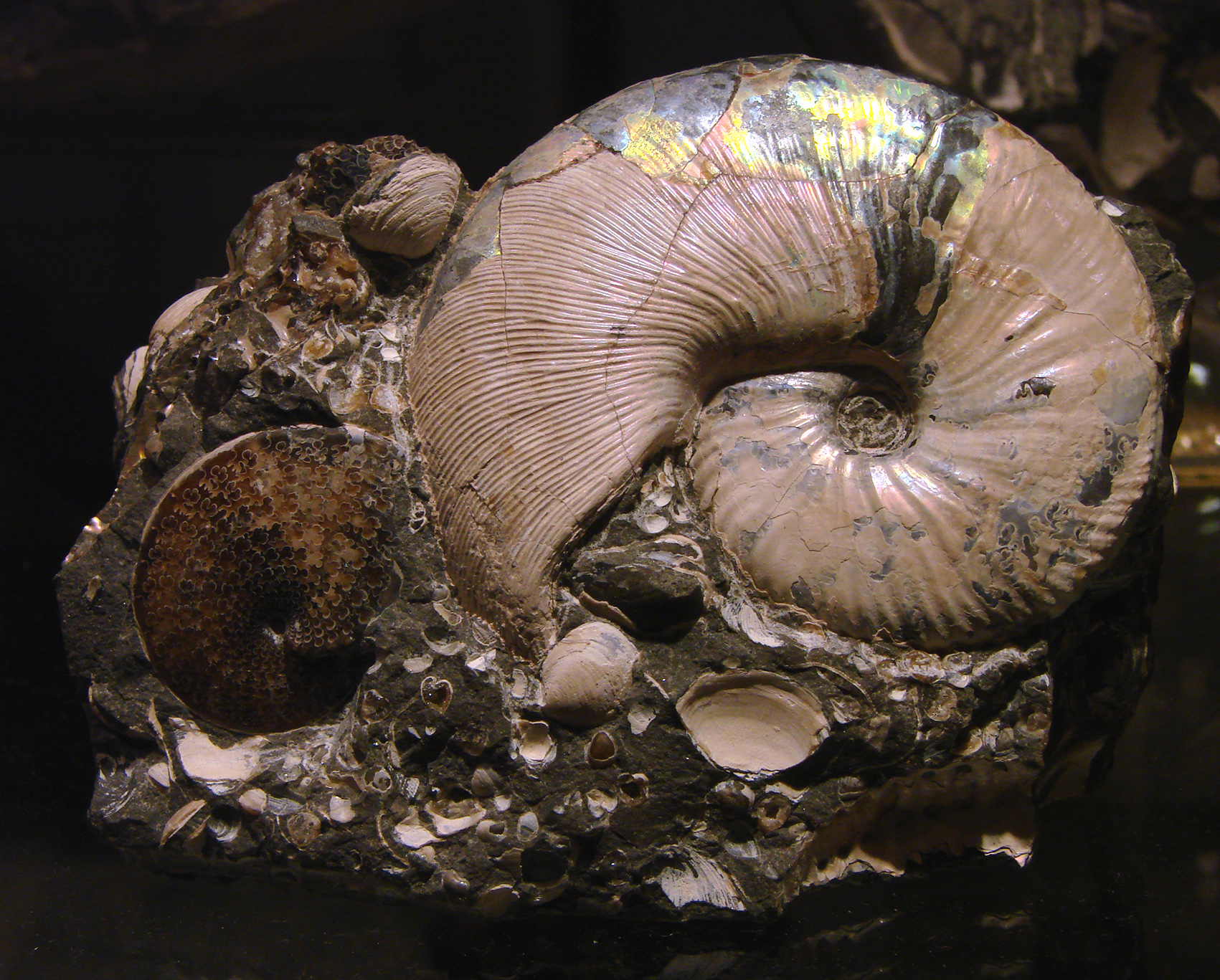
Різні види амонітів

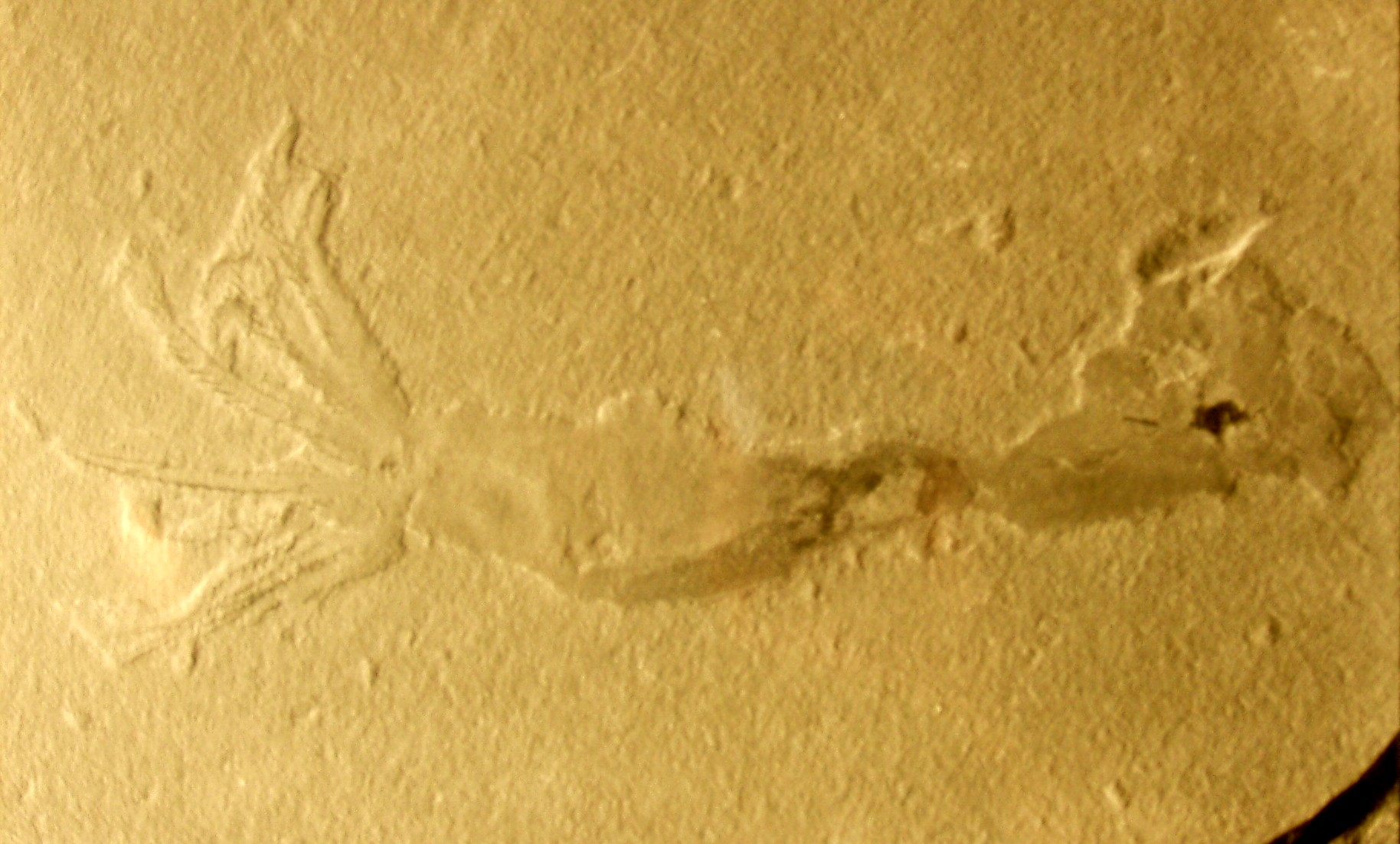
голотип Ostenoteuthis siroi з родини Ostenoteuthidae.

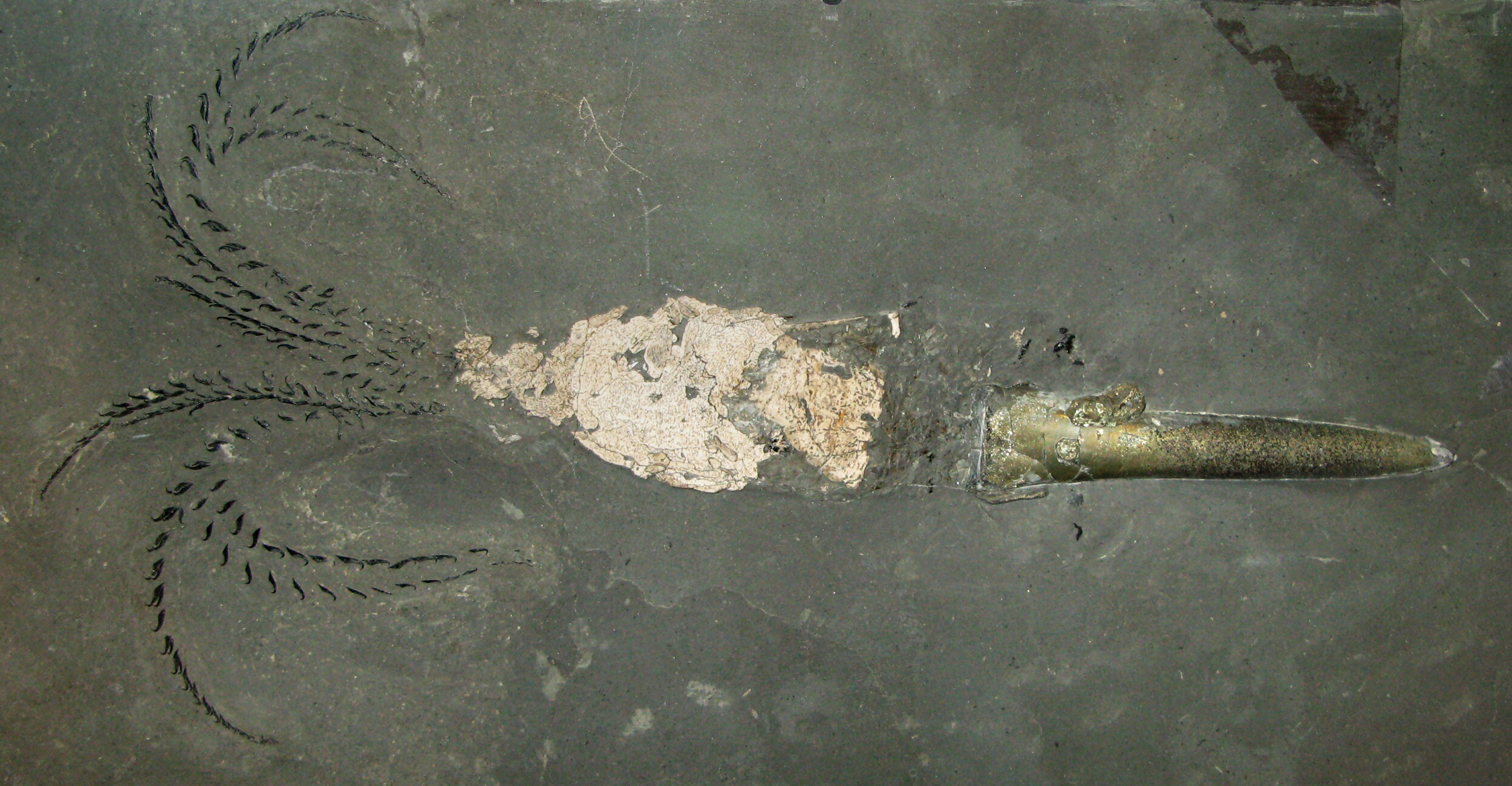
белемніт

  - Ряд † Plectronocerida (501М — 490M)
  - Ряд † Protactinocerida
  - Ряд † Yanhecerida
  - Ряд † Ellesmerocerida (500М — 470M)
- Підклас † Endoceratoidea (485М — 430M)
  - Ряд † Endocerida (485 — 430M)
  - Ряд † Intejocerida (485М — 480M)
- Підклас † Actinoceratoidea
  - Ряд † Actinocerida (480 — 312M)
- Підклас Наутилоїдеї (Nautiloidea) (490M — наш час)
  - Ряд † Basslerocerida (490М — 480M)
  - Ряд † Tarphycerida (485М — 386М)
  - Ряд † Lituitida (485М — 480M)
  - Ряд † Discosorida (482М — 392M)
  - Ряд † Oncocerida (478М — 324M)
  - Ряд Nautilida (410M —наш час)
- Підклас † Orthoceratoidea (482М — 211M)
  - Ряд † Orthocerida (482М — 211M)
  - Ряд † Ascocerida (478М — 412M)
  - Ряд † Dissidocerida (479М — 457M)
  - Ряд † Bajkalocerida
- Підклас † Bactritoidea (422М — 252M)
- Підклас † Ammonoidea (410М — 66M)
- Підклас Двозяброві (Coleoidea) (410M — наш час)[2]